# Volt Nederland
Volt Nederland is een Nederlandse politieke partij die deel uitmaakt van de pan-Europese partij Volt Europa. De partij heeft een progressieve signatuur en pleit voor Europese samenwerking om maatschappelijke problemen op te lossen. Volt Nederland heeft twee zetels in de Eerste Kamer, de Tweede Kamer en het Europees Parlement. Laurens Dassen is de partijleider en fractievoorzitter in de Tweede Kamer.

## Geschiedenis

### Oprichting
In oktober 2017 werd Volt Nederland opgericht door Lars Jongerius, Peter-Paul de Leeuw en Alessandro Quintarelli. Na een serie evenementen waarbij er nieuwe supporters werden verzameld, werd de partij op 23 juni 2018 in Utrecht officieel geregistreerd, met Reinier van Lanschot als eerste voorzitter en Dassen als penningmeester. De afdeling had haar start en 
oprichting mede te danken aan donaties via crowdfunding.
Volt is transparant over inkomsten en uitgaven. De overkoepelende Europese Volt-organisatie kreeg in januari 2018 een donatie van € 20.000 van de Open Society Foundation (OSF) van de Hongaars-Amerikaanse zakenman en filantroop George Soros, waarmee Volt-leden uit verschillende landen een cursus hebben gevolgd.

### Europese Parlementsverkiezingen 2019
De verkiezingen voor het Europees Parlement in 2019 waren de eerste verkiezingen waaraan Volt deelnam. Voor de verkiezingen werd door de leden grassroots een verkiezingsprogramma geschreven dat bekend is komen te staan als "Verklaring van Amsterdam". De partij behaalde in Nederland 106.004 stemmen, ruim 100.000 stemmen te weinig voor een zetel. De partij behaalde haar beste resultaten in studentensteden, zoals Amsterdam, Wageningen, Utrecht en Leiden.
Alhoewel de Nederlandse afdeling van Volt met 1,90% geen zetel wist te behalen in het Europees Parlement, lukte het de Duitse afdeling met 0,67% van de stemmen een vertegenwoordiger te verkiezen. Sindsdien vertegenwoordigt Damian von Boeselager alle nationale afdelingen van Volt in het Europees Parlement. Hij nam zitting in de fractie van De Groenen/Europese Vrije Alliantie.

### Tweede Kamerverkiezingen 2021
Volt nam in 2021 deel aan de verkiezingen voor de Tweede Kamer. Hiervoor werd een Nederlands verkiezingsprogramma geschreven, dat gebaseerd is op het Europese verkiezingsprogramma van Volt. Op 25 oktober 2020 werd door de partij de kandidatenlijst vastgesteld, met Laurens Dassen als lijsttrekker. Volgens lijsttrekker Dassen gaat het steeds meer over Europese thema’s als klimaat, migratie, veiligheid en sociale ongelijkheid - allemaal grensoverstijgende thema’s, die volgens hem vragen om grensoverstijgende oplossingen.
De partij won ruim 250.000 stemmen en drie zetels in de Tweede Kamer. De beste uitslagen kwamen wederom uit universiteitssteden zoals Wageningen (8%), Delft (7,5%), Utrecht (6,7%) en Leiden (6,4%). Dit zijn de eerste zetels die gewonnen zijn door een Volt-afdeling in een nationaal parlement. De drie zetels werden ingenomen door Laurens Dassen, Nilüfer Gündoğan en Marieke Koekkoek. Koekkoek werd met 37.093 voorkeurstemmen verkozen boven de nummer drie Ernst Boutkan.

### Conflict met Tweede Kamerlid Gündoğan
In februari 2022 werd Nilüfer Gündoğan geschorst en uit de Tweede Kamerfractie gezet nadat dertien partijleden ongewenst gedrag hadden gemeld. Zij ging vervolgens verder als onafhankelijke eenmansfractie. Mede omdat fractievoorzitter Dassen de klachten tegen Gündoğan weigerde te noemen deed Gündoğan bij het Openbaar Ministerie aangifte tegen Volt en Dassen wegens smaad en laster en vocht haar schorsing in een kort geding aan. De rechter bepaalde dat Volt Gündoğan weer op moest nemen in de fractie, omdat niet voldaan was aan de eigen procedurele partijregels. Dassen bood Gündoğan zijn excuses aan en ze werd weer opgenomen in de fractie, maar de partijen kwamen niet tot elkaar en vochten hun geschil uit in de media. Op 22 maart 2022 werd Gündoğan opnieuw uit de fractie gezet en zes dagen later uit de partij. Gündoğan ging vanaf 22 maart 2022 voor een tweede keer verder als onafhankelijke fractie, waardoor Volt opnieuw terugviel van drie naar twee zetels. Later ging Volt succesvol in hoger beroep tegen de eerdere uitspraak van de rechter. Het gerechtshof van Amsterdam oordeelde dat Volt Gündoğan wel degelijk uit de kamerfractie mocht zetten.

### Gemeenteraadsverkiezingen 2022
Volt wilde in eerste instantie deelnemen in 24 gemeenten bij de gemeenteraadsverkiezingen van maart 2022, hoofdzakelijk in stedelijke gemeenten, maar ook in gemeenten zoals Apeldoorn en Veere. Na de werving van kandidaten werd besloten in een aantal gemeenten niet mee te doen, omdat te weinig vrouwelijke kandidaten zich er aanmeldden om pariteit te behalen. Uiteindelijk heeft Volt besloten om in tien gemeenten deel te nemen. De partij behaalde in al deze gemeenten raadszetels.

### Provinciale Statenverkiezingen 2023
Volt deed in 2023 in acht van de twaalf Nederlandse provincies mee aan de Provinciale Statenverkiezingen. Hierbij won de partij in totaal elf zetels. Dit was ook genoeg om één zetel te kunnen bemachtigen in de Eerste Kamer. Echter, omdat een Zuid-Hollands Statenlid voor GroenLinks bij de getrapte Eerste Kamerverkiezingen niet op haar eigen partij maar op Volt stemde, kwam de partij uit op twee zetels.

### Overloop
Op 16 juni 2023 werd bekend dat Europarlementariër Sophie in 't Veld overstapte van D66 naar Volt en verderging als onafhankelijke.

### Tweede Kamerverkiezingen 2023
Bij de Tweede Kamerverkiezingen van 22 november 2023 behaalde de partij twee zetels, één minder dan in 2021. Dassen en Koekkoek bleven daarmee Kamerlid.

## Bestuur en waarden
Het bestuur van Volt Nederland bestaat sinds mei 2023 uit acht personen. De huidige co-voorzitters zijn Rob Keijsers en Denise Filippo. 
De partij houdt er waarden op na zoals die ten grondslag liggen aan de Europese Unie (vastgelegd in artikel I-2 van het Verdrag betreffende de Europese Unie)  
Standpunten in de praktijk
- Een Verenigde Staten van Europa
- De partij zet in op klimaatneutraliteit in 2040 en duurzame innovatie;
- een effectief migratiebeleid en handhaving van het NAVO-lidmaatschap;
- 'belastingparadijzen' en belastingontwijking moeten weg;
- werken over de grens moet makkelijker gaan;
- zorg, cultuur en ZZP'ers moeten een betere positie krijgen;
- het sociaal leenstelsel wordt vervangen door de basisbeurs;
- het minimumloon gaat omhoog;
- er moet een ministerie van digitale zaken komen;
- transparantie, inspraak van de burgers en sociale advocatuur worden verbeterd en de Europese democratie en het Europese subsidiestelsel hervormd.
- progressieve keuzes bij medisch-ethische kwesties;
- menselijke waardigheid en bescherming van mensenrechten.

### Jongerenorganisatie
De jongerenorganisatie van Volt Nederland is Violet NL.

### Leden
| Jaar       | Aantal leden |
| ---------- | ------------ |
| juni 2018  | 70           |
| 1 jan 2019 | 258          |
| 1 jan 2020 | 1.356        |
| 1 jan 2021 | 1.385        |
| 1 jan 2022 | 12.397       |
| 1 jan 2023 | 12.400       |
| 1 jan 2024 | 15.021       |
| 1 jan 2025 | 16.109       |

- 2018-2020: Jaarverslagen Volt (2018, 2019, 2020)
- v.a. 2021: Volt Nederland - ledentallen (Documentatiecentrum Nederlandse Politieke Partijen)

## Volksvertegenwoordiging

### Tweede Kamer
| Verkiezingsjaar | Lijsttrekker   | Kandidatenlijst | Aantal stemmen | % van de stemmen | Zetels  |
| --------------- | -------------- | --------------- | -------------- | ---------------- | ------- |
| 2021            | Laurens Dassen | Kandidatenlijst | 252.480        | 2,42%            | 3 / 150 |
| 2023            | Laurens Dassen | Kandidatenlijst | 178.802        | 1,71%            | 2 / 150 |

Volt heeft tot op heden geen deel uitgemaakt van enig Nederlands kabinet.

### Eerste Kamer
| Verkiezingsjaar | Lijsttrekker     | Kandidatenlijst | Aantal stemmen | % van de stemmen | Zetels |
| --------------- | ---------------- | --------------- | -------------- | ---------------- | ------ |
| 2023            | Gaby Perin-Gopie | Kandidatenlijst | 4.826          | 2,70%            | 2 / 75 |

### Europees Parlement
| Verkiezingsjaar | Lijsttrekker         | Kandidatenlijst | Aantal stemmen | % van de stemmen | Zetels          |
| --------------- | -------------------- | --------------- | -------------- | ---------------- | --------------- |
| 2019            | Reinier van Lanschot | Kandidatenlijst | 106.004        | 1,90%            | 0 / 26 - 0 / 29 |
| 2024            | Reinier van Lanschot | Kandidatenlijst | 319.483        | 5,13%            | 2 / 31          |

### Provinciale Staten
| Provincie     | 2023   |
| ------------- | ------ |
| Groningen     | 1 / 43 |
| Friesland     | 0 / 43 |
| Drenthe       | 1 / 43 |
| Overijssel    | 1 / 47 |
| Flevoland     | 0 / 41 |
| Gelderland    | 2 / 55 |
| Utrecht       | 2 / 49 |
| Noord-Holland | 2 / 55 |
| Zuid-Holland  | 1 / 55 |
| Zeeland       | 0 / 39 |
| Noord-Brabant | 1 / 55 |
| Limburg       | 0 / 47 |

### Gemeenteraden
| Verkiezingsjaar | % van de stemmen | Aantal gemeenten | Zetels     |
| --------------- | ---------------- | ---------------- | ---------- |
| 2022            | 0,63%            | 10               | 20 / 8.534 |